# Ski Aggu/Diskografie
Diese Diskografie ist eine Übersicht über die musikalischen Werke des deutschen Rappers Ski Aggu. Den Schallplattenauszeichnungen zufolge hat er bisher mehr als 2,2 Millionen Tonträger verkauft. Seine erfolgreichste Veröffentlichung ist die Single Friesenjung mit über 685.000 verkauften Einheiten.

## Alben

### Studioalben
| Jahr | Titel Musiklabel                       | Höchstplatzierung, Gesamtwochen, AuszeichnungChartplatzierungen (Jahr, Titel, Musiklabel, Platzierungen, Wochen, Auszeichnungen, Anmerkungen) | Höchstplatzierung, Gesamtwochen, AuszeichnungChartplatzierungen (Jahr, Titel, Musiklabel, Platzierungen, Wochen, Auszeichnungen, Anmerkungen) | Höchstplatzierung, Gesamtwochen, AuszeichnungChartplatzierungen (Jahr, Titel, Musiklabel, Platzierungen, Wochen, Auszeichnungen, Anmerkungen) | Anmerkungen                                               |
| Jahr | Titel Musiklabel                       | DE | AT | CH | Anmerkungen                                               |
| ---- | -------------------------------------- | --- | --- | --- | --------------------------------------------------------- |
| 2022 | 2022 war Film gewesen jungeratze (UMG) | DE85 a (1 Wo.)DE | — | — | Erstveröffentlichung: 1. Dezember 2022                    |
| 2023 | Denk mal drüber nach… jungeratze (UMG) | DE1 Gold · (62 Wo.)DE | AT3 (55 Wo.)AT | CH8 (58 Wo.)CH | Erstveröffentlichung: 12. Oktober 2023 Verkäufe: + 75.000 |
| 2024 | Wilmersdorfs Kind jungeratze (UMG)     | DE1 (12 Wo.)DE | AT1 (10 Wo.)AT | CH2 (9 Wo.)CH | Erstveröffentlichung: 30. August 2024                     |

## Singles

### Als Leadmusiker
| Jahr | Titel Album                              | Höchstplatzierung, Gesamtwochen, AuszeichnungChartplatzierungen (Jahr, Titel, Album, Platzierungen, Wochen, Auszeichnungen, Anmerkungen) | Höchstplatzierung, Gesamtwochen, AuszeichnungChartplatzierungen (Jahr, Titel, Album, Platzierungen, Wochen, Auszeichnungen, Anmerkungen) | Höchstplatzierung, Gesamtwochen, AuszeichnungChartplatzierungen (Jahr, Titel, Album, Platzierungen, Wochen, Auszeichnungen, Anmerkungen) | Anmerkungen                                                                      |
| Jahr | Titel Album                              | DE | AT | CH | Anmerkungen                                                                      |
| --- | ---------------------------------------- | --- | --- | --- | -------------------------------------------------------------------------------- |
| 2020 | Weißwein & Pappbecher –                  | — | — | — | Erstveröffentlichung: 6. November 2020                                           |
| 2020 | Super Wavy –                             | — | — | — | Erstveröffentlichung: 18. Dezember 2020 mit YFG Pave                             |
| 2021 | Ski Aggu Typebeat –                      | — | — | — | Erstveröffentlichung: 12. März 2021                                              |
| 2021 | Früchtetee (mit Honig) –                 | — | — | — | Erstveröffentlichung: 16. April 2021                                             |
| 2021 | Privnote –                               | — | — | — | Erstveröffentlichung: 11. Juni 2021 mit Seza                                     |
| 2021 | Float Away –                             | — | — | — | Erstveröffentlichung: 25. Juni 2021 mit GB Conte                                 |
| 2021 | Schachbrett –                            | — | — | — | Erstveröffentlichung: 9. September 2021                                          |
| 2021 | Skpaden/Gustav –                         | — | — | — | Erstveröffentlichung: 9. Dezember 2021                                           |
| 2022 | Partyticker 2022 war Film gewesen        | — | — | — | Erstveröffentlichung: 17. März 2022                                              |
| 2022 | Makrodosis 2022 war Film gewesen         | — | — | — | Erstveröffentlichung: 7. April 2022 feat. DJ Schinkensuppe                       |
| 2022 | Acid Kotti 2022 war Film gewesen         | — | — | — | Erstveröffentlichung: 2. Juni 2022                                               |
| 2022 | Hubba Bubba 2022 war Film gewesen        | — | — | — | Erstveröffentlichung: 8. September 2022                                          |
| 2022 | Party Sahne 2022 war Film gewesen        | DE32 Gold · (58 Wo.)DE | AT47 Platin · (29 Wo.)AT | CH— GoldCH | Erstveröffentlichung: 6. Oktober 2022 Verkäufe: + 240.000                        |
| 2022 | Tour de Berlin 2022 war Film gewesen     | DE58 (2 Wo.)DE | — | — | Erstveröffentlichung: 3. November 2022 feat. Domiziana                           |
| 2023 | Broker Denk mal drüber nach…             | DE50 (5 Wo.)DE | — | — | Erstveröffentlichung: 9. Februar 2023                                            |
| 2023 | Mandala Denk mal drüber nach…            | DE45 (2 Wo.)DE | — | — | Erstveröffentlichung: 16. März 2023                                              |
| 2023 | Friesenjung Denk mal drüber nach…        | DE1 Platin · (48 Wo.)DE | AT1 Platin · (31 Wo.)AT | CH7 Gold · (15 Wo.)CH | Erstveröffentlichung: 25. Mai 2023 Verkäufe: + 685.000; mit Joost & Otto Waalkes |
| 2023 | Mietfrei Denk mal drüber nach…           | DE5 Gold · (20 Wo.)DE | AT22 (14 Wo.)AT | CH36 (6 Wo.)CH | Erstveröffentlichung: 13. Juli 2023 Verkäufe: + 300.000                          |
| 2023 | Theater★ Denk mal drüber nach…           | DE5 (10 Wo.)DE | AT7 (8 Wo.)AT | CH20 (3 Wo.)CH | Erstveröffentlichung: 17. August 2023 feat. Soho Bani                            |
| 2023 | Gensehaut Denk mal drüber nach…          | DE24 (2 Wo.)DE | AT41 (1 Wo.)AT | CH81 (1 Wo.)CH | Erstveröffentlichung: 31. August 2023                                            |
| 2023 | Maximum Rizz Denk mal drüber nach…       | DE18 (7 Wo.)DE | AT34 (4 Wo.)AT | CH71 (1 Wo.)CH | Erstveröffentlichung: 28. September 2023                                         |
| 2024 | Z0rnig (2024) Wilmersdorfs Kind          | DE1 (2 Wo.)DE | AT12 (1 Wo.)AT | CH52 (1 Wo.)CH | Erstveröffentlichung: 25. Januar 2024                                            |
| 2024 | Balla balla Wilmersdorfs Kind            | DE55 (1 Wo.)DE | — | — | Erstveröffentlichung: 9. Mai 2024                                                |
| 2024 | Deutschland Wilmersdorfs Kind            | DE18 (5 Wo.)DE | — | — | Erstveröffentlichung: 27. Juni 2024 feat. Ikkimel                                |
| 2024 | Abgelenkt Wilmersdorfs Kind              | DE44 (1 Wo.)DE | — | — | Erstveröffentlichung: 18. Juli 2024                                              |
| 2024 | Bye x3 Wilmersdorfs Kind                 | DE40 (4 Wo.)DE | — | — | Erstveröffentlichung: 15. August 2024 feat. Jeremias                             |
| 2024 | Immer Wilmersdorfs Kind                  | DE5 (10 Wo.)DE | AT9 (10 Wo.)AT | CH34 (2 Wo.)CH | Erstveröffentlichung: 28. August 2024 feat. Makko                                |
| 2024 | Kein DJ –                                | DE88 (1 Wo.)DE | — | — | Erstveröffentlichung: 5. Dezember 2024                                           |
| 2025 | Übersee Freistil –                       | DE69 (1 Wo.)DE | — | — | Erstveröffentlichung: 20. März 2025                                              |
| 2025 | Germany –                                | DE77 (1 Wo.)DE | — | — | Erstveröffentlichung: 25. April 2025 mit Ikkimel                                 |
| 2025 | Palermo –                                | DE26 (3 Wo.)DE | AT39 (1 Wo.)AT | — | Erstveröffentlichung: 29. Mai 2025                                               |
| Folgende Lieder erschienen nicht als Single, wurden aber durch das Album zum Download und Streaming bereitgestellt und konnten somit eine Platzierung erlangen: |                                          | | | |                                                                                  |
| |                                          | | | |                                                                                  |
| 2023 | Nicht nachmachen!! Denk mal drüber nach… | DE14 (3 Wo.)DE | AT19 (2 Wo.)AT | CH44 (1 Wo.)CH | Charteinstieg: 20. Oktober 2023 feat. Longus Mongus & Monk                       |
| 2023 | Kappies im Slip Denk mal drüber nach…    | DE— bDE | — | — | Charteinstieg: 3. November 2023 feat. DBBD & Shoki                               |

### Als Gastmusiker
| Jahr | Titel Album                         | Höchstplatzierung, Gesamtwochen, AuszeichnungChartplatzierungen (Jahr, Titel, Album, Platzierungen, Wochen, Auszeichnungen, Anmerkungen) | Höchstplatzierung, Gesamtwochen, AuszeichnungChartplatzierungen (Jahr, Titel, Album, Platzierungen, Wochen, Auszeichnungen, Anmerkungen) | Höchstplatzierung, Gesamtwochen, AuszeichnungChartplatzierungen (Jahr, Titel, Album, Platzierungen, Wochen, Auszeichnungen, Anmerkungen) | Anmerkungen                                                                           |
| Jahr | Titel Album                         | DE | AT | CH | Anmerkungen                                                                           |
| ---- | ----------------------------------- | --- | --- | --- | ------------------------------------------------------------------------------------- |
| 2021 | Kosmonauten Zwei Zöpfe aus dem Kopf | — | — | — | Erstveröffentlichung: 25. Mai 2021 Bibiza feat. Ski Aggu                              |
| 2022 | Blau –                              | — | — | — | Erstveröffentlichung: 8. Juli 2022 OMG feat. Ski Aggu                                 |
| 2023 | Ghetto Tekkno –                     | DE88 (2 Wo.)DE | — | — | Erstveröffentlichung: 6. Januar 2023 Endzone feat. Ski Aggu                           |
| 2023 | Anders Blaue Stunden                | DE9 Gold · (38 Wo.)DE | AT18 (26 Wo.)AT | CH25 (10 Wo.)CH | Erstveröffentlichung: 21. April 2023 Verkäufe: + 300.000; 01099 feat. Ski Aggu        |
| 2023 | Liebe Grüße XV RR Edition           | DE1 Gold · (23 Wo.)DE | AT1 Platin · (29 Wo.)AT | CH2 (12 Wo.)CH | Erstveröffentlichung: 27. Oktober 2023 Verkäufe: + 330.000; RAF Camora feat. Ski Aggu |
| 2023 | Huso Ob ein Atze fliegen kann       | DE51 (1 Wo.)DE | — | — | Erstveröffentlichung: 22. November 2023 Ritter Lean feat. Ski Aggu                    |
| 2024 | Schwarzer Toyota –                  | DE9 (4 Wo.)DE | AT11 (3 Wo.)AT | CH55 (1 Wo.)CH | Erstveröffentlichung: 9. Februar 2024 Skrt Cobain feat. Mark Forster & Ski Aggu       |
| 2024 | Wie du manchmal fehlst –            | DE6 Gold · (27 Wo.)DE | AT13 Gold · (18 Wo.)AT | CH31 (11 Wo.)CH | Erstveröffentlichung: 24. Mai 2024 Verkäufe: + 315.000; Zartmann feat. Ski Aggu       |
| 2024 | Junge Baller –                      | DE4 (14 Wo.)DE | AT8 (8 Wo.)AT | CH21 (5 Wo.)CH | Erstveröffentlichung: 7. Juni 2024 6PM Records feat. Ski Aggu, Haaland936 & Sira      |
| 2024 | Flasche kreist Kinder der Nacht     | DE23 (4 Wo.)DE | AT50 (1 Wo.)AT | CH51 (1 Wo.)CH | Erstveröffentlichung: 2. August 2024 01099 feat. Ski Aggu                             |
| 2024 | Pa aufs Maul –                      | DE84 (1 Wo.)DE | — | — | Erstveröffentlichung: 14. September 2024 Stefan Raab feat. Sido & Ski Aggu            |
| 2024 | Belohnen –                          | DE44 (4 Wo.)DE | AT60 (1 Wo.)AT | — | Erstveröffentlichung: 4. Oktober 2024 Filly feat. Bausa, Bunt. & Ski Aggu             |
| 2025 | Atzen & Barbies Schlau aber blond   | DE3 (7 Wo.)DE | AT6 (… Wo.)AT | CH20 (… Wo.)CH | Erstveröffentlichung: 9. Januar 2025 Shirin David feat. Ski Aggu                      |
| 2025 | NPCs –                              | DE75 (1 Wo.)DE | — | — | Erstveröffentlichung: 7. Februar 2025 Ritter Lean feat. Ski Aggu                      |
| 2025 | Jung und laut –                     | DE71 (… Wo.)DE | — | — | Erstveröffentlichung: 27. Juni 2025 Badchieff feat. Sira & Ski Aggu                   |

## Musikvideos
| Jahr | Titel                  | Regie                                              |
| ---- | ---------------------- | -------------------------------------------------- |
| 2021 | Ski Aggu Typebeat      | Rupert Caminneci                                   |
| 2021 | Früchtetee (mit Honig) | Rupert Caminneci                                   |
| 2021 | Kosmonauten            | Laurent Noichl                                     |
| 2021 | Privnote               | Laurent Noichl                                     |
| 2021 | Schachbrett            | Max Heeb, Bennet Henkel                            |
| 2021 | Skpaden                | Max Heeb, Bennet Henkel                            |
| 2022 | Acid Kotti             | August Diederich                                   |
| 2022 | Blau                   | OMG                                                |
| 2022 | Hubba Bubba            | August Diederich, Rayene Rezouani                  |
| 2022 | Party Sahne            | August Diederich, Rayene Rezouani                  |
| 2022 | Tour de Berlin         | August Diederich, Rayene Rezouani                  |
| 2023 | Broker                 | August Diederich, Rayene Rezouani                  |
| 2023 | Mandela                | August Diederich, Rayene Rezouani                  |
| 2023 | Anders                 |                                                    |
| 2023 | Friesenjung            | Joost Klein                                        |
| 2023 | Mietfrei               | August Diederich                                   |
| 2023 | Theater★               | Versus                                             |
| 2023 | Gensehaut              | Rayene Rezouani                                    |
| 2023 | Maximum Rizz           | August Diederich, Rayene Rezouani                  |
| 2023 | Liebe Grüße            | Shaho Casado                                       |
| 2023 | Huso                   | August Diederich, Ritter Lean                      |
| 2024 | Z0rnig (2024)          |                                                    |
| 2024 | Schwarzer Toyota       | Sebastian Schuster                                 |
| 2024 | Balla balla            | August Diederich, Julius Eirund                    |
| 2024 | Wie du manchmal fehlst | Luis Frederik, Marlon Helmeke                      |
| 2024 | Junge Baller           | Leeroy, Bernd Mantz                                |
| 2024 | Deutschland            | August Diederich, Jonas Unden                      |
| 2024 | Abgelenkt              | August Diederich, Noah Joel Kraus                  |
| 2024 | Flasche kreist         | Marlon Helmeke                                     |
| 2024 | Bye x3                 | Till Tinsky                                        |
| 2024 | Immer                  | Jannik Dietz                                       |
| 2024 | Pa aufs Maul           |                                                    |
| 2024 | Kein DJ                | August Diederich                                   |
| 2025 | Atzen & Barbies        | Tereza Mundilova                                   |
| 2025 | NPCs                   | Jonas Unden                                        |
| 2025 | Übersee Freistil       | August Diederich, R3ddot, Sebreflect, Xaverpalaver |
| 2025 | Germany                | Kaumstudios                                        |
| 2025 | Palermo                | August Diederich                                   |
| 2025 | Jung und laut          | R3ddot                                             |

## Promoveröffentlichungen
| Jahr | Titel Album                                           | Anmerkungen                             |
| ---- | ----------------------------------------------------- | --------------------------------------- |
| 2022 | Besoffen in den Spiegel schauen 2022 war Film gewesen | Erstveröffentlichung: 30. November 2022 |

## Sonderveröffentlichungen
| Jahr | Titel Album                         | Anmerkungen                                                        |
| ---- | ----------------------------------- | ------------------------------------------------------------------ |
| 2021 | Kosmonauten Zwei Zöpfe aus dem Kopf | Erstveröffentlichung: 10. September 2021 Bibiza feat. Ski Aggu     |
| 2023 | Liebe Grüße XV RR Edition           | Erstveröffentlichung: 8. September 2023 RAF Camora feat. Ski Aggu  |
| 2023 | Anders Blaue Stunden                | Erstveröffentlichung: 3. November 2023 01099 feat. Ski Aggu        |
| 2023 | Huso Ob ein Atze fliegen kann       | Erstveröffentlichung: 24. November 2023 Ritter Lean feat. Ski Aggu |
| 2024 | Flasche kreist Kinder der Nacht     | Erstveröffentlichung: 13. September 2024 01099 feat. Ski Aggu      |
| 2025 | Atzen & Barbies Schlau aber blond   | Erstveröffentlichung: 14. Februar 2025 Shirin David feat. Ski Aggu |

## Statistik

### Chartauswertung
|                     | DE    | AT    | CH    |
| ------------------- | ----- | ----- | ----- |
| Nummer-eins-Alben   | DE2DE | AT1AT | CH—CH |
| Top-10-Alben        | DE2DE | AT2AT | CH2CH |
| Alben in den Charts | DE3DE | AT2AT | CH2CH |

|                       | DE     | AT     | CH     |
| --------------------- | ------ | ------ | ------ |
| Nummer-eins-Singles   | DE3DE  | AT2AT  | CH—CH  |
| Top-10-Singles        | DE11DE | AT6AT  | CH2CH  |
| Singles in den Charts | DE33DE | AT18AT | CH15CH |

### Auszeichnungen für Musikverkäufe
| Goldene Schallplatte - Belgien - 2024: für die Single Friesenjung - Polen - 2024: für die Single Friesenjung |

Anmerkung: Auszeichnungen in Ländern aus den Charttabellen bzw. Chartboxen sind in ebendiesen zu finden.
| Land/RegionAuszeichnungen für Musikverkäufe (Land/Region, Auszeichnungen, Verkäufe, Quellen) | Gold       | Platin     | Verkäufe  | Quellen           |
| -------------------------------------------------------------------------------------------- | ---------- | ---------- | --------- | ----------------- |
| Belgien (BRMA)                                                                               | Gold1      | —          | 20.000    | ultratop.be       |
| Deutschland (BVMI)                                                                           | 6× Gold6   | Platin1    | 2.075.000 | musikindustrie.de |
| Österreich (IFPI)                                                                            | Gold1      | 3× Platin3 | 105.000   | ifpi.at           |
| Polen (ZPAV)                                                                                 | Gold1      | —          | 25.000    | olis.pl           |
| Schweiz (IFPI)                                                                               | 2× Gold2   | —          | 20.000    | hitparade.ch      |
| Insgesamt                                                                                    | 11× Gold11 | 4× Platin4 |           |                   |